# Yeram Sarkis Touloukian
Yeram Sarkis Touloukian (28 décembre 1920 -  12 juin 1981) est un professeur de thermodynamique, fondateur et directeur de centre de Recherches sur les propriétés thermophysiques de l'Université Purdue, aujourd'hui CINDAS LLC (Center for Information and Numerical Data Analysis and Synthesis). Son nom est associé aux synthèses sur les propriétés thermophysiques des matériaux.

## Biographie
Après des études au Robert College à Istamboul il obtient un master au Massachusetts Institute of Technology en 1941 puis passe sa thèse à l'Université Purdue en 1946. Il devient professeur de cette université, d'abord assistant, puis professeur associé en 1953, enfin professeur en 1957. Il obtiendra par la suite les chaires Alcoa (1967) et Atkins (1970).
Il rénove l'enseignement de la thermodynamique en y incluant par exemple les processus irréversibles. 
Il est par ailleurs consultant dans de nombreux organismes ou journaux scientifiques se préoccupant de thermodynamique :
- Académie nationale des sciences – National Research Council Advisory Board of the Office of Critical Tables (1958-1969),
- American Society of Mechanical Engineers Standing Committee on Thermophysical Properties (membre de 1947 à 1970, président de 1948 à 1951 et de 1956 à 1959),
- Membre du comité éditorial du journal "International Journal of Heat and Mass Transfer" (à partir de 1960),
- Membre du comité éditorial du journal "High Temperatures/High Pressures" (à partir de 1968),
- Membre du comité éditorial du journal "Heat Transfer-Soviet Research" (à partir de 1969),
- Membre du comité éditorial du journal "Heat Transfer-Japanese Research" (à partir de 1972),
- Membre du comité éditorial du journal "International Journal of Thermophysics" (à partir de 1980),
- ASTM-ASME Joint Research Committee on Effect of Temperature on the Properties of Metals (1960-1968),
- ASTM Special Committee on Numerical Data (1963-1968),
- Gordon Research Conference on Numerical Data of Science and Technology, président (1966),
- Engineering Joint Council "Panel on Information Centers Managers" (1964-1965)
- AIAA "Technical Committee on Thermophysics" (1964-1968),
- American Society of Information Sciences, membre du conseil d'administration (1965-1967),
- ASM "Metals Information Committee" (1965-1968),
- Éditeur associé du journal "Applied Mechanics Reviews" (1966),
- National Academy of Sciences/National Academy of Engineering “Scientific and Technical Communication Committee (SATCOM) (1967-1969),
- International CODATA/ICSU Task Group on Thermophysical Properties, président (1972-1978),
- Membre du comité éditorial de l'American Institute of Physics "50th Anniversary (1981) Physics Handbook".

Il a par ailleurs rédigé en coopération avec divers auteurs une immense base de données thermophysiques disponible sur le serveur du Defense Technical Information Center (DTIC).
En sa mémoire a été fondé le prix éponyme en 1988, qui deviendra une récompense décernée par l'ASME en 1997.

## Publications
Dans la série TPRC Data Series :
- (en) Yeram Sarkis Touloukian, R. H. Powell, C. Y. Ho et P. G. Klemens, Thermal Conductivity - Metallic Elements and Alloys, vol. 1 (SBN 306-67023-2), IFI/Plenum Press, 1970 (lire en ligne)
- (en) Yeram Sarkis Touloukian et Y. S. DeWitt, Thermal Conductivity : Nonmetallic Solids, vol. 2, IFI/Plenum Press, 1970 (ISBN 0306-67028-3, lire en ligne)
- (en) Yeram Sarkis Touloukian, P. E. Liley et S. C. Saxena, Thermal Conductivity. Nonmetallic Liquids and Gases, vol. 3 (SBN 306-67023-2), IFI/Plenum Press, 1970 (lire en ligne)
- (en) Yeram Sarkis Touloukian et E. H. Buyco, Specific Heat, Metallic Elements and Alloys, vol. 4, IFI/Plenum Press, 1970
- (en) Yeram Sarkis Touloukian et E. H. Buyco, Specific Heat, Nonmetallic Solids, vol. 5, IFI/Plenum Press, 1970 (lire en ligne)
- (en) Yeram Sarkis Touloukian et Tadashi Makita, Specific Heat, Nonmetallic Liquids and Gases, vol. 6, IFI/Plenum Press, 1970
- (en) Yeram Sarkis Touloukian et David P. DeWitt, Thermal Radiative Properties. Metallic Elements and Alloys, vol. 7 (SBN=306-67027-5), IFI/Plenum Press, 1970 (lire en ligne)
- (en) Yeram Sarkis Touloukian et David P. DeWitt, Thermal Radiative Properties. Nonmetallic Solids, vol. 8, IFI/Plenum Press, 1972 (ISBN 0-306-67028-3, lire en ligne)
- (en) Yeram Sarkis Touloukian, David P. DeWitt et R. SZ. Hernicz, Thermal Radiative Properties. Coatings, vol. 9, IFI/Plenum Press, 1972 (ISBN 0-306-67029-1, lire en ligne)
- (en) Yeram Sarkis Touloukian, R. W. Powell, C. Y. Ho et M. C. Nicolaou, Thermal Diffusivity, vol. 10, IFI/Plenum Press, 1973 (ISBN 0-306-67029-1, lire en ligne)
- (en) Yeram Sarkis Touloukian, S. C. Saxena et P. Hestermans, Viscosity, vol. 11, IFI/Plenum Press, 1975 (ISBN 0-306-67031-3, lire en ligne)
- (en) Yeram Sarkis Touloukian, R. K. Kirby, R. E. Taylor et P. D. Desai, Thermal Expansion, Metallic Elements and Alloys, vol. 12, IFI/Plenum Press, 1975 (ISBN 0306-67032-1, lire en ligne)
- (en) Yeram Sarkis Touloukian, R. K. Kirby, E. R. Taylor et T. Y. R. Lee, Thermal Expansion, Nonmetallic Solids, vol. 13, IFI/Plenum Press, 1977 (ISBN 0-306-67020-8, lire en ligne)

D'autres documents sont disponibles sur le site du DTIC.

## Brevet
- U. S. Patent 2,548,081, Flash Evaporator, 10 avril 1951